# Svetoslavți, Veliko Tărnovo
Svetoslavți (în bulgară Светославци) este un sat în comuna Elena, regiunea Veliko Tărnovo,  Bulgaria. 

## Demografie
Componența etnică a satului Svetoslavți
     Turci (85,71%)
     Nicio identificare (14,28%)
     Altele (0%)
La recensământul din 2011, populația satului Svetoslavți era de 28 locuitori. Din punct de vedere etnic, majoritatea locuitorilor (85,71%) erau turci. Pentru 14,28% din locuitori nu este cunoscută apartenența etnică.